# (12529) Reighard
(12529) Reighard (1998 KG41) – planetoida z pasa głównego asteroid okrążająca Słońce w ciągu 3,39 lat w średniej odległości 2,25 j.a. Odkryta 22 maja 1998 roku.